# Élections aux Cortes de Castille-et-León de 1983
Les élections aux Cortes de Castille-et-León de 1983 (en espagnol : Elecciones a las Cortes de Castilla y León de 1983) se sont tenues le dimanche 8 mai 1983 afin d'élire les quatre-vingt-quatre députés de la première législature des Cortes de Castille-et-León, parlement de la communauté autonome.

## Contexte
Après la mort de Francisco Franco et l'avènement de la transition démocratique, la Vieille-Castille envisage d'accéder à l'autonomie régionale, sous le nom de Castille-et-León. Très vite, le territoire formé par les neuf provinces qui constitueront la communauté autonome se révèle un bastion de l'Union du centre démocratique (UCD), le parti du président du gouvernement Adolfo Suárez.
En effet, lors des élections constituantes du 15 juin 1977, l'UCD totalise 51,4 % des suffrages et 25 députés sur 35 au Congrès des députés. Elle devance largement le Parti socialiste ouvrier espagnol (PSOE), qui ne récolte que 23,6 % des voix et 8 sièges, tandis que l'Alliance populaire (AP), avec un score de 11,7 %, doit se contenter d'à peine 2 élus.
Dès le mois de novembre suivant, une Assemblée des parlementaires de Castille-et-León, réunissant des députés et sénateurs des provinces d'Ávila, de Burgos, León, de Logroño, de Palencia, de Salamanque, de Santander, de Ségovie, de Soria, de Valladolid et de Zamora, est constituée. À peine trois mois plus tard, le 6 février 1978, un projet de régime pré-autonome, élaboré par l'UCD et le PSOE, est soumis à discussion. Il n'inclut pas les provinces de León, Logroño et Santander, alors en pleine réflexion sur leur propre autonomie, mais leur permet d'adhérer à la future communauté autonome. Douze jours plus tard, le texte est approuvé à l'unanimité. Il est remis au ministre adjoint pour les Régions Manuel Clavero le 13 mars, les négociations s'achevant le 22 avril. Le décret est approuvé par le conseil des ministres le 2 juin.
Les élections législatives du 1er mars 1979 confirment l'état de la scène politique régionale. Les centristes assoient leur domination en réunissant 51 % des suffrages exprimés et 25 députés, tandis que les socialistes restent en deuxième avec 25,6 % et 10 sièges. La Coalition démocratique (CD) – composée principalement de l'AP – ne remporte aucun élu, bien qu'elle ait obtenu 9,4 %. Si les élections municipales du mois suivant montrent un fléchissement de l'UCD, qui vire en tête avec 41,9 %, c'est du fait du bon score des indépendants, qui totalisent 17,2 %. Le PSOE reste à 23,3 %, tandis que la CD recule encore et se retrouve avec seulement 6,3 %. Elle est suivie de près par le Parti communiste d'Espagne (PCE), qui récolte 6 % des suffrages.
À la fin du mois d'avril 1980, après avoir échoué à se constituer en communauté autonome uniprovinciale, la province de León décide d'intégrer la Castille-et-León, portant à neuf le nombre de territoires participant au projet régional. Il faut toutefois attendre le 27 juin 1981 pour l'assemblée des parlementaires et députés provinciaux approuve – sur la base d'une proposition de l'UCD – un projet de statut d'autonomie. Envoyé au Congrès des députés, son examen est suspendu en septembre 1982 avec la dissolution des Cortes Generales.
Cependant, les élections législatives anticipées du 28 octobre 1982 amènent un grand bouleversement sur la scène politique régionale. L'UCD s'effondre totalement, rassemblant 12,3 % des voix, ce qui ne lui donne que 3 élus sur 35. C'est le PSOE qui devient le premier parti de la région, avec 42,4 % des suffrages et 18 sièges. L'AP se hisse en deuxième position, grâce à un résultat de 34,6 % et 13 mandats, tandis que le Centre démocratique et social (CDS) fait élire 1 député avec 5,5 %.
Dès novembre, les socialistes s'engagent à reprendre le processus législatif statutaire, et en décembre le nouveau gouvernement demande l'examen en urgence des statuts restants. Finalement, le 26 janvier 1983, le Congrès approuve la loi organique portant statut d'autonomie de la Castille-et-León. Le texte est amendé, puis validé, par le Sénat le 17 février. De retour à la chambre basse, il est définitivement adopté cinq jours plus tard et publié au Bulletin officiel de l'État le 2 mars.

## Mode de scrutin
Les Cortes de Castille-et-León se composent de 84 députés, élus pour un mandat de quatre ans au suffrage universel direct, suivant le scrutin proportionnel à la plus forte moyenne d'Hondt.
Chaque province constitue une circonscription, à raison de 7 sièges pour Ávila, 11 sièges pour Burgos, 15 sièges pour León, 7 sièges pour Palencia, 11 sièges pour Salamanque, 6 sièges pour Ségovie, 5 sièges pour Soria, 14 sièges pour Valladolid et 8 sièges pour Zamora. Seules les forces politiques – partis, coalitions, indépendants – ayant remporté au moins 3 % des suffrages exprimés au niveau d'un territoire provincial participent à la répartition des sièges.

## Campagne

### Partis et chefs de file
| Parti | Parti                                                                                | Chef de file               | Idéologie                                                      |
| ----- | ------------------------------------------------------------------------------------ | -------------------------- | -------------------------------------------------------------- |
|       | Parti socialiste de Castille-et-León-PSOE Partido Socialista de Castilla y León-PSOE | Demetrio Madrid            | Centre gauche Social-démocratie, progressisme                  |
|       | Coalition AP-PDP-UL Coalición AP-PDP-UL                                              | Santiago López Valdivielso | Centre droit Conservatisme, libéralisme, démocratie chrétienne |
|       | Centre démocratique et social Centro Democrático y Social                            | Adolfo Sánchez             | Centre Libéralisme, social-libéralisme, réformisme             |

## Résultats

### Voix et sièges
| Inscrits                                               | Inscrits                   | Inscrits                 | 1 993 809 |             |                      |                      |
| Abstentions                                            | Abstentions                | Abstentions              | 601 406   | 30,16 %     |                      |                      |
| Votants                                                | Votants                    | Votants                  | 1 392 403 | 69,84 %     |                      |                      |
|                                                        |                            |                          |           |             |                      |                      |
| Bulletins enregistrés                                  | Bulletins enregistrés      | Bulletins enregistrés    | 1 392 403 |             |                      |                      |
| Bulletins blancs ou nuls                               | Bulletins blancs ou nuls   | Bulletins blancs ou nuls | 33 918    | 2,44 %      |                      |                      |
| Suffrages exprimés                                     | Suffrages exprimés         | Suffrages exprimés       | 1 358 485 | 97,56 %     | 84 sièges à pourvoir | 84 sièges à pourvoir |
|                                                        |                            |                          |           |             |                      |                      |
| Liste                                                  | Tête de liste              |                          | Suffrages | Pourcentage | Sièges acquis        | Var.                 |
| Parti socialiste de Castille-et-León-PSOE (PSCyL-PSOE) | Demetrio Madrid            |                          | 608 604   | 44,8 %      | 42 / 84              |                      |
| Coalition AP-PDP-UL (AP-PDP-UL)                        | Santiago López Valdivielso |                          | 543 851   | 40,03 %     | 39 / 84              |                      |
| Centre démocratique et social (CDS)                    | Adolfo Sánchez             |                          | 81 741    | 6,02 %      | 2 / 84               |                      |
| Parti démocrate libéral (PDL)                          | Aucun                      |                          | 37 301    | 2,75 %      | 1 / 84               |                      |
| Autres listes                                          | Néant                      |                          | 86 988    | 6,4 %       | 0 / 84               |                      |

### Analyse
Alors que près de 70 % des électeurs ont participé à ce scrutin, le résultat montre une scène politique bipolaire affirmée, sans réelle domination depuis la disparition de fait de l'UCD aux élections générales de 1982.
Totalisant plus de 600 000 voix, le Parti socialiste de Castille-et-León-PSOE s'assure un score meilleur qu'aux législatives, mais ses presque 45 % ne lui donnent que l'exacte moitié des sièges. De ce fait, aucune motion de censure ne peut être approuvée, mais aucun vote d'investiture n'est assuré pour Demetrio Madrid. Il devra de plus faire face à une opposition forte. La coalition AP-PDP-UL accuse un retard de seulement 65 000 voix et trois élus sur les socialistes, ce qui constitue un net resserrement par rapport à 1982. Avec ses 6 %, le Centre démocratique et social ne peut faire mieux que deux élus du fait du mode de scrutin par province, qui le handicape puisqu'il réalise souvent des scores inférieurs à 10 %, excepté en Ávila où il engrange 23 %. C'est cette même loi électorale qui permet au Parti démocrate libéral d'empocher un parlementaire, élu dans la province de Burgos.

### Conséquences
Le 23 mai 1983, le secrétaire général du PSCyL-PSOE, Demetrio Madrid, est investi président de la Junte de Castille-et-León par 42 voix contre 39 et 3 abstentions, lors du second tour de scrutin, devenant le premier titulaire de ce poste.